# Artonges
Artonges é uma ex-comuna francesa na região administrativa de Altos da França, no departamento Aisne. Estendeu-se por uma área de 13,12 km². Em 2010 a comuna tinha 184 habitantes (densidade: 14 hab./km²).
Em 1 de janeiro de 2016 foi fundida com as comunas de La Celle-sous-Montmirail, Fontenelle-en-Brie e Marchais-en-Brie para a criação da nova comuna de Dhuys-et-Morin-en-Brie.